# 佐藤誠三郎
佐藤誠三郎（1932年7月8日—1999年11月28日）是一名日本的政治學家、東京大學名譽教授。正四位勳二等瑞宝章。曾經在大平正芳、中曾根康弘兩政權在位時擔任智囊，為當時的知名保守派論客。

## 經歷
出生於東京。祖父是曾經擔任衆議院議員的佐藤虎次郎，姐姐是古典音樂歌手佐藤貴美子。弟弟是曾擔任國立教育研究所研究部長、日本大学文理学部教授的佐藤秀夫。1950年進入東京都立日比谷高等学校就讀，同期有作家江藤淳、對上一級有作家坂上弘。當時已受馬克思主義影響，並因此加入日本共産党。1957年畢業於東京大學文學部国史学科，在學中的友人包括日後同為政治學家的伊藤隆和渡邊昭夫。其後，在學生運動和研究的兩邊的經歷同時對馬克思主義理想幻滅，在拜讀丸山真男的著作後更是全面遠離共產主義。大學畢業後，由於考不上大学院文学研究科，翌年以學士入學方式入讀東京大学法学部政治学科。
1960年，從法学部政治学科畢業後，在岡義武教授門下以法学部助手的名義研究日本政治外交史。1964年，就任立教大学法学部助教授，其後又於1967年回到母校擔任教養学部助教授，1977年更升任教授。在東大教養學部任教期間，除了擔當政治學入門等課程的講義之外，亦會主持針對教養課程的1、2年生的研究會，培養了不少活躍於學界、官界的後進。修讀佐藤政治學課程後3、4年的專門課程進入法學部學習的學生相當多，當中影響了包括北岡伸一、御廚貴、加藤淳子、飯尾潤、米山隆一、舛添要一、岡田克也等人在內很多的政治家和政治學者。

## 著作

### 單著
- 《超越致命的飞跃：西方影响与日本》（都市出版、1992年／千倉書房、2009年） ‐ 佐藤的代表作
- 《笹川良一 研究--来自另一个空间的信使》（中央公論社、1998年）

### 共著
- （村上泰亮・公文俊平）《作为一种文明的驿站》（中央公論社、1979年）
- （松崎哲久）《自民党政府》（中央公論社、1986年）
- （加藤寛）《日本的组织、战略和形式（1）建设国家的组织--行成日本和大脑政治》（第一法規出版、1989年）
- （岡崎久彥・西村繁樹）《美日联盟和日本的战略--不要误判美国》（PHP研究所、1991年）
- （中曾根康弘・村上泰亮・西部邁）《联合研究 "冷战之后"》（文藝春秋、1992年）
- （岡崎久彦）《日本的失败和成功--从160年的现代性中得到的教训》（扶桑社、2000年／扶桑社文庫、2003年）

### 編著
- 《东西方关系的战略分析》（日本国際問題研究所、1990年）
- 《寻找新的战略--冷战后的美国》（日本国際問題研究所、1994年）
- 《一个右翼的人--笹川良一的战前演讲记录》（中央公論新社、1999年）。解説「笹川再論」を収録

### 共同編著
- （R・ディングマン）《现代日本对外交事务的态度》（東京大学出版会、1974年）
- （吉田常吉）《日本思想大系56　幕末政治論集》（岩波書店、1976年）
- （大森彌）《日本的地方政府》（東京大学出版会、1986年）
- 《全球秩序的前景》，与特雷弗·泰勒合编，（皇家国际事务研究所，1993年）。
- 《全球冲突的未来来源》，与特雷弗·泰勒合编，（皇家国际事务研究所，1995年）。
- （今井隆吉・山内康英）《处于十字路口的联合国和日本外交》（三田出版会、1995年）